# Музыка наси

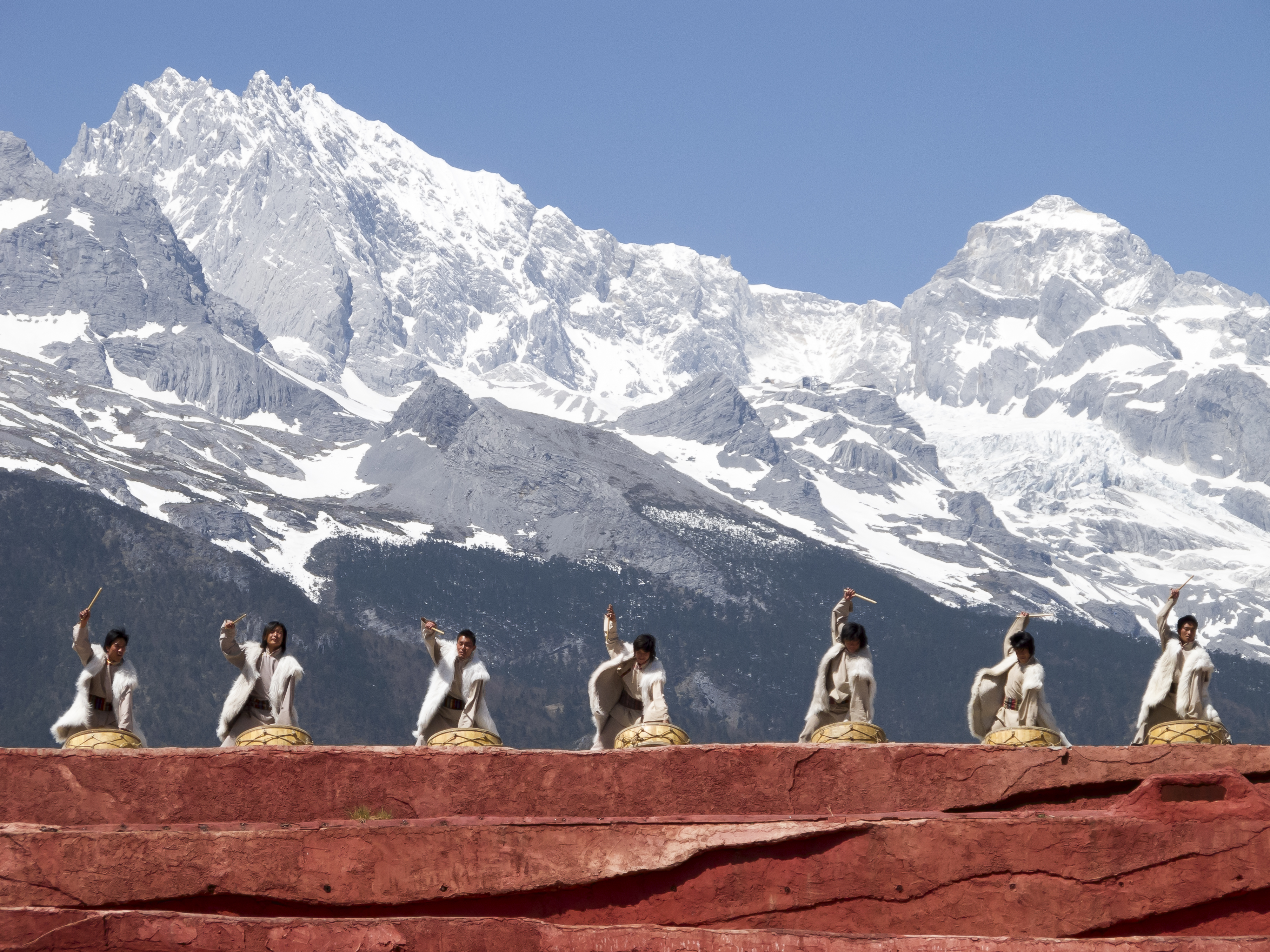
Барабанщики из народа наси

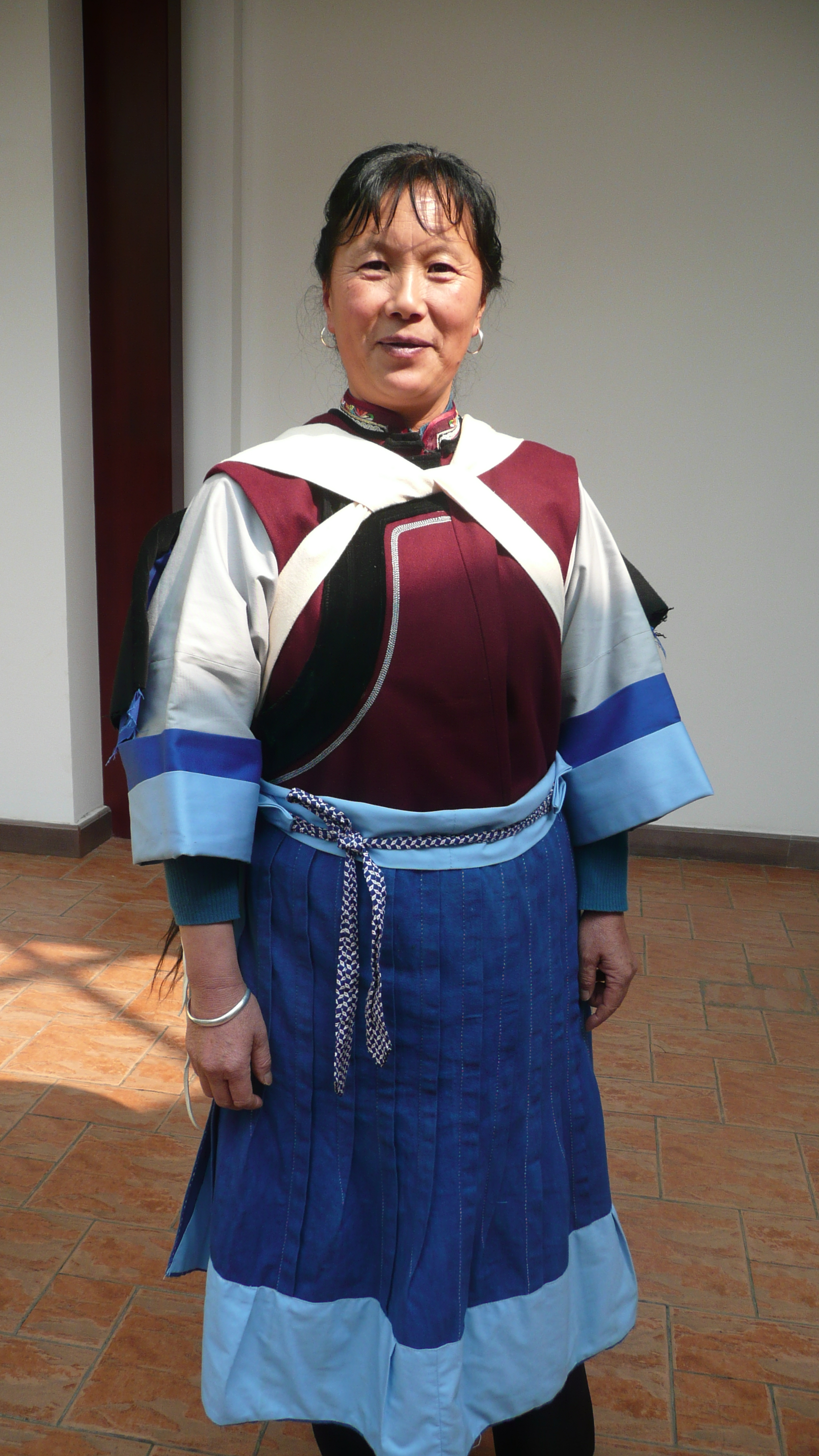
Женщина-наси в национальном костюме

Музыка наси — музыкальные традиции тибето-бирманского народа наси, населяющего предгорья Гималаев. Традиционная культура наси пострадала от Культурной революции и распространения массовой культуры в 1980-х годах. В XXI веке традиционные музыкальные номера исполняют на фестивалях и праздниках.

## Общие сведения
Согласно переписи 2000 года, численность наси составляет 309 000 человек. Основная масса наси проживает в Юньнани, в частности, в Юйлун-Насиском автономном уезде они составляют большинство населения. Исторически элита наси получала образование на классическом китайском языке, а после завоевания столицы Лицзяна ханьцами в 1723 году взаимопроникновение ханьской и насийской культур увеличилось ещё сильнее. В музыке наси сохраняются китайские элементы времён Тан, Сун и Юань, а также тибетское влияние.
Одна из самых распространённых форм музыки наси — аккомпанемент, сопровождающий разнообразные массовые танцы, обычные у тибето-бирманских народов. Такие танцы состоят из простых повторяющихся элементов, их исполняют группы смешанного полового состава под пение, звуки флейты, либо хулошэна мужского ансамбля. Танцевальные мелодии обычно бесполутоновые, пентатонические. Массовые танцы отличаются не только между народами, но и внутри народа наси, некоторые из них демонстрируют влияние тибетцев, лису и народа и. Увидеть традиционные танцы можно на фестивалях и праздниках: «Начало лета» в мае, «Фестиваль факелов» в августе, Новый год 1 января, Первое мая, некоторые свадьбы также включают танцевальные номера.
Музыкальная культура наси испытала несколько ударов в XX веке, во-первых, от нескольких политических движений, направленных на уничтожение традиций и культуры малых народов, главным из которых была так называемая «Культурная революция»; во-вторых, от либерализации Китая в конце 1970-х годов, которая привела к распространению общекитайской популярной культуры, более модной, чем традиционная музыка. В сельских районах молодёжь продолжает исполнять старинные произведения, в окрестностях старого города Лицзяна
Самая знаменитая народная песня наси называется «гуцы» (наси Gguq qil, кит. 谷气; палл. гуци) [ɡu tɕʰi]. Она насыщена украшениями звука, долгие ноты исполняют с сильным вибрато. Она подходит для исполнения одним человеком любого пола или дуэтом попеременно; слова импровизированные, тема лирики выбирается произвольно. Вибрато на долгих нотах вообще характерно для вокальной музыки наси.

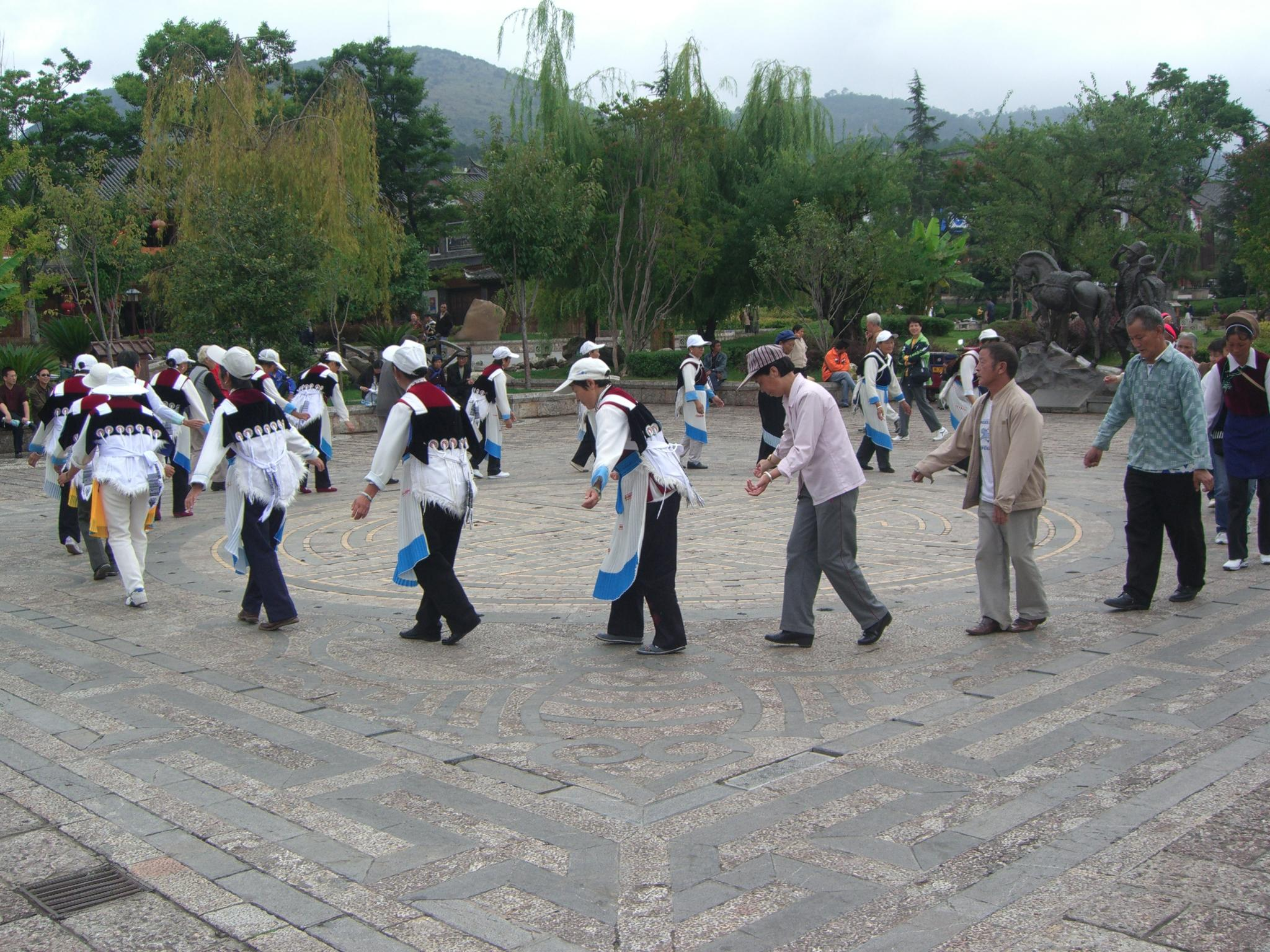
Массовый танец наси в старом городе Лицзяна
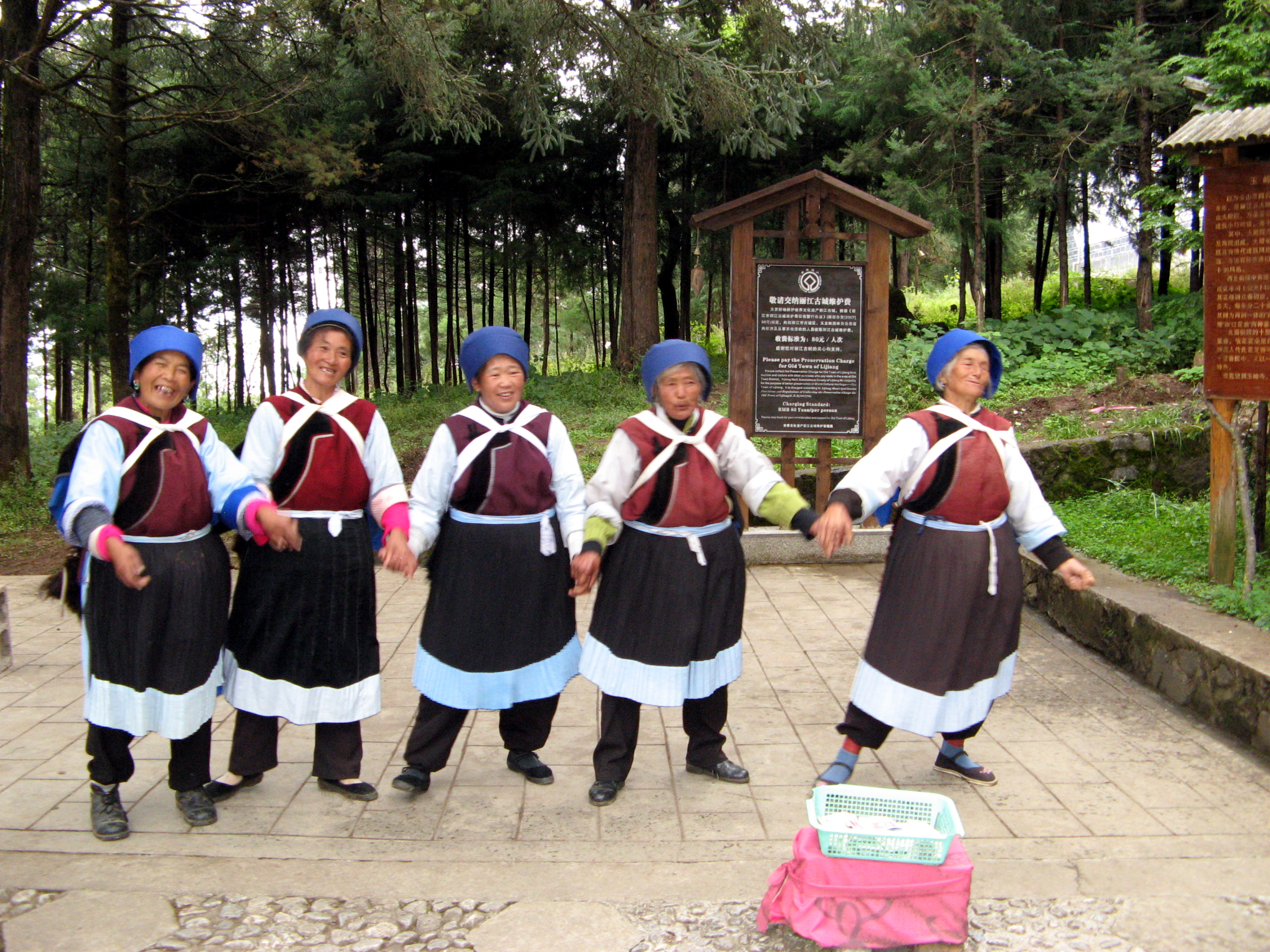
Поющие пожилые наси

## Собственная традиция наси

### Музыкальные инструменты
Самый простой «инструмент» наси — свежий лист дерева, который подносят ко рту и издают звуки, дуя на его край. Другой подобный инструмент — дудка из ячменного стебля.
Варган куэкуэ (наси guegueq, китайское название кит. 口弦, пиньинь kǒuxián, палл. коусянь) имеет две основные разновидности: одноязычковый и трёхъязычковый; оба они используются для имитации слов языка наси, особенно в торжественной обстановке.

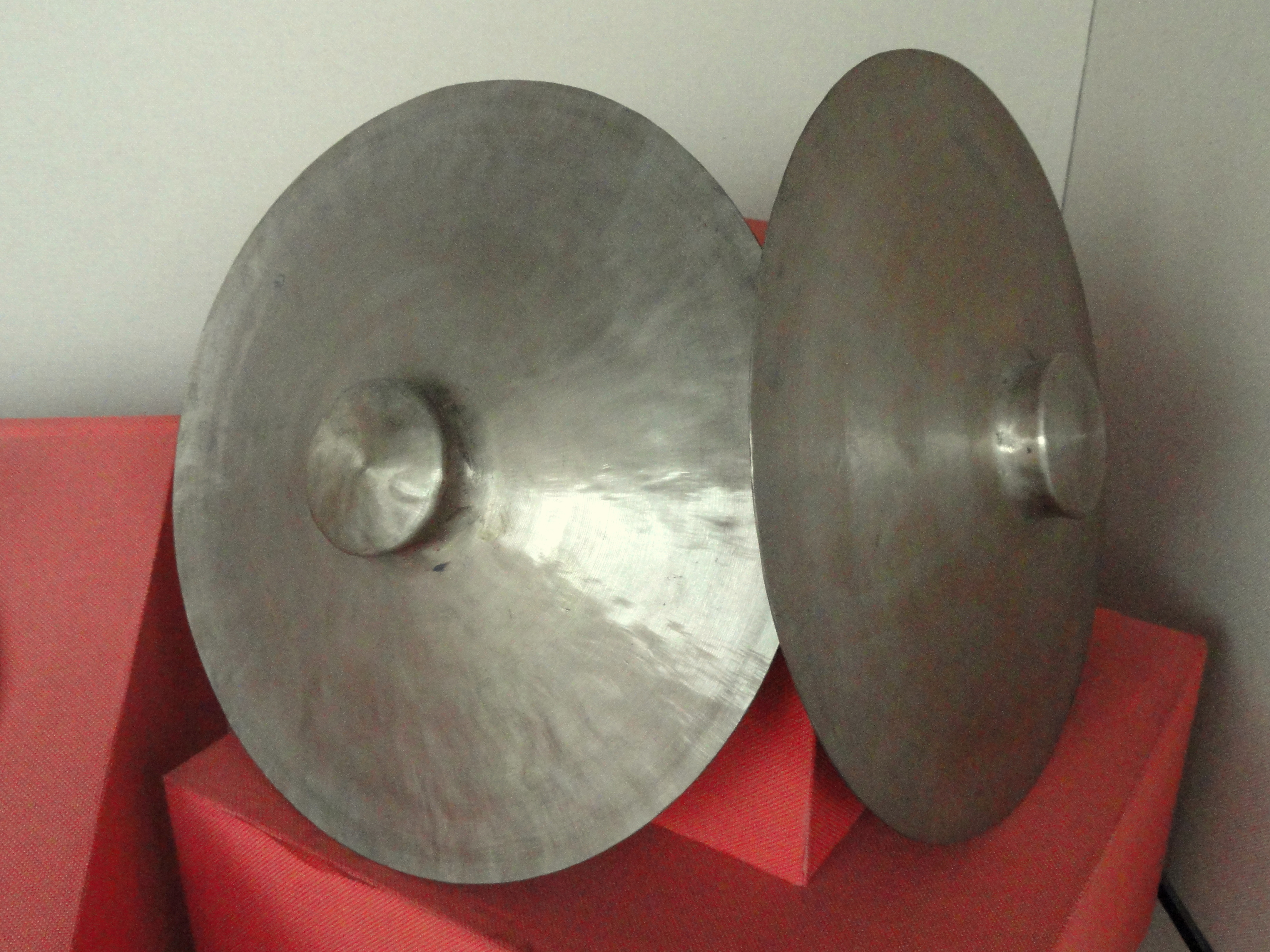
Тарелки
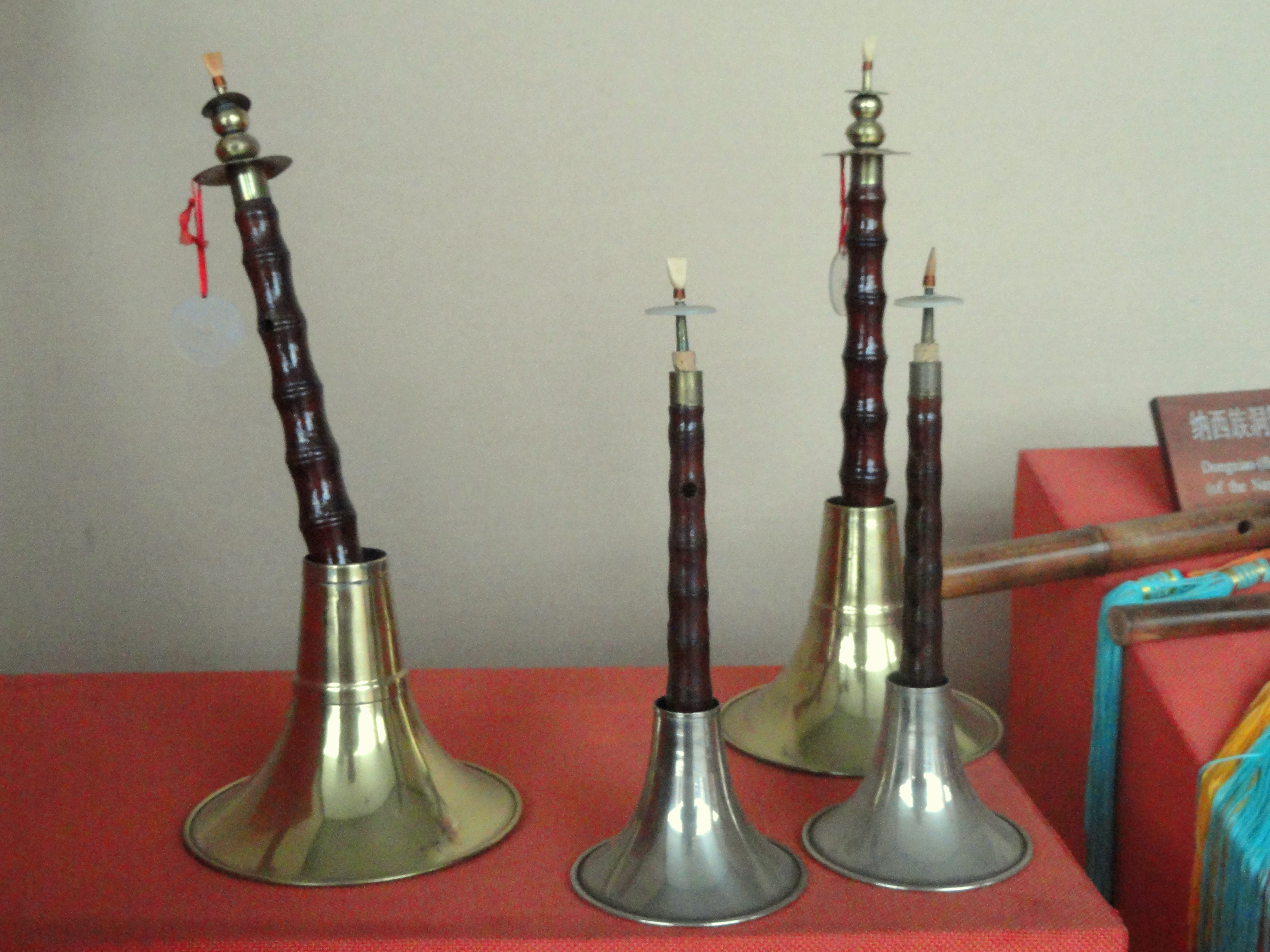
Сона
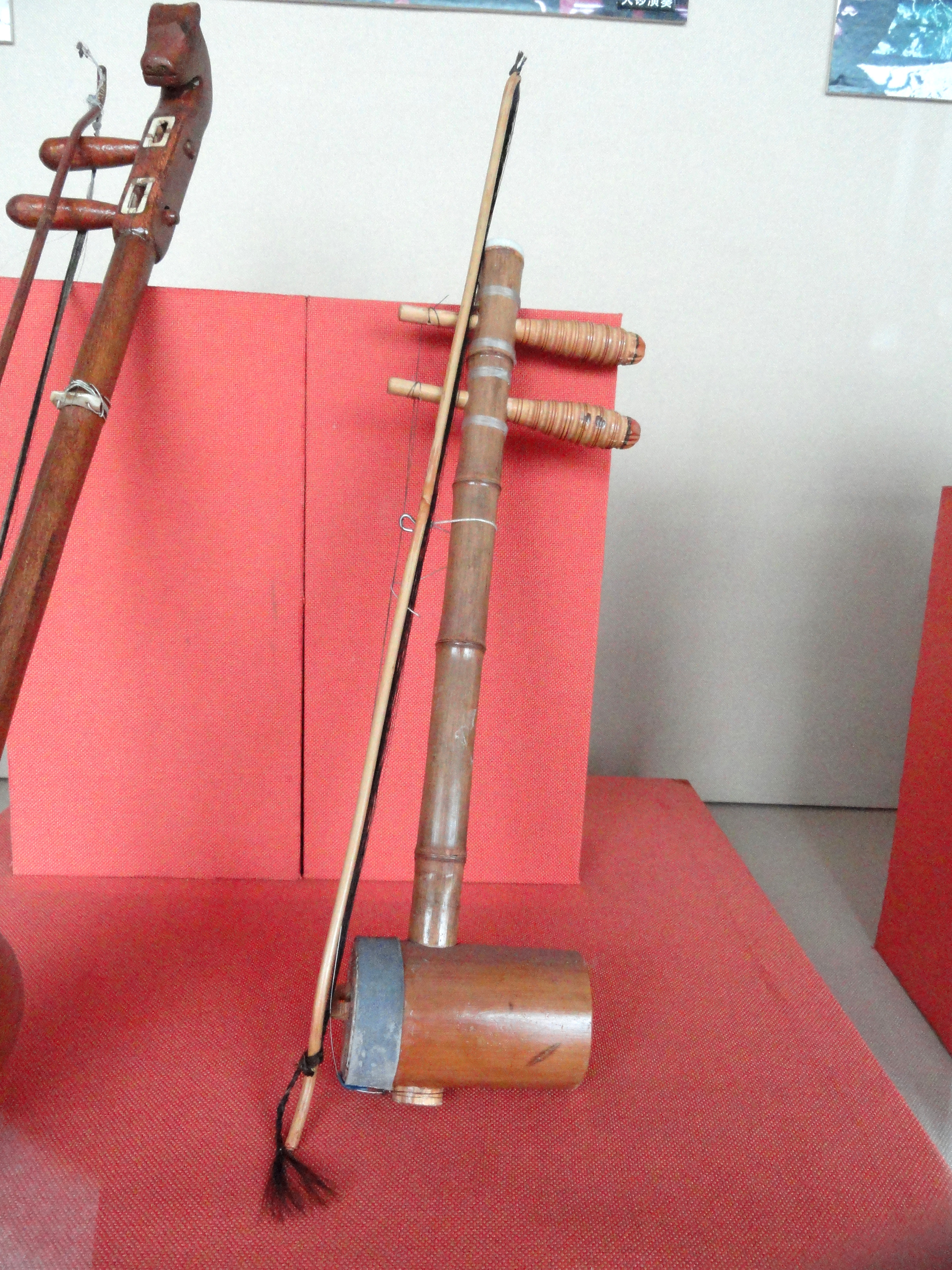
Эрху

### Музыкальные жанры
Один из самых известных жанров музыки наси — похоронный байша-сиюэ (наси Bbesheeq xilli), он включает песни, танцы и инструментальную музыку, исполняемую ансамблем флейт, язычковых духовых с двойной тростью, смычковых и щипковых струнных инструментов, а также, возможно, включающим 12-струнную цитру. В XX веке байша-сиюэ почти исчез, но в 1962 году музыковеды изучили и восстановили часть репертуара этого жанра при помощи пожилых музыкантов. По наиболее вероятной теории, эта музыка изначально исполнялась при дворе и имеет монгольские корни; согласно преданию, она попала в Юньнань в XIII веке во время нашествия Хубилай-хана.
Другой знаменитый жанр — религиозная музыка жрецов дунба и шаманов. Ритуалы дунба включают речитативы, танцы и игру на таких инструментах как гонги, тарелки, барабаны, колокола, конх и рог. Шаманы используют речитатив, гонги, барабаны и железные погремушки. Власти запрещали религиозную музыку в 1950—1980-х годах, однако впоследствии интерес к ней возрос.

## Китайское влияние

### Дяньцзю
Верхние социальные классы наси исторически поддерживали связи с ханьцами, что привело к заимствованию музыкальной культуры. В XIX в Лицзяне часто можно было увидеть оперные представления странствующих ханьских музыкантов; во время существования Китайской республики (1912—1949) любительские коллективы, исполняющие дяньцзю — юньнаньскую разновидность китайской оперы; с 1961 года в Лицзяне работает профессиональная труппа дяньцзю.

### Дунцзин
Наси — один из немногих народов, воспринявших сложную и высокоинтеллектуальную ритуальную музыку хань. Имеется местный жанр, созданный с сильным влиянием китайской ритуальной музыки: дунцзин, он тесно связан с поклонением богу литературы Вэньчану и богу войны и богатства Гуань-ди.
Дунцзин появился в период правления Мин и Цин, он включает элементы местной народной и буддийской музыки. В начале XIX в Лицзяне имелось несколько групп, исполняющих эту музыку; в начале XX века среди них уже было несколько секулярных ансамблей. В 1949 году указом правительства религиозные ансамбли дунцзина были запрещены, секулярные просуществовали до Культурной революции. Возвращение популярности этого жанра началось в 1979 году, тогда же появилось альтернативное название «древняя музыка наси» (кит. трад. 納西古樂, упр. 纳西古乐, пиньинь nàxī gǔyuè, палл. наси гуюэ). Дунцзин активно используется туристической индустрией, самый известный его ансамбль называется «Лицзянская ассоциация древней музыки Даяна».
Репертуар музыки дунцзин варьирует, однако там всегда встречаются пение, речитатив и инструментальные композиции; используется множество китайских музыкальных инструментов, в частности, флейты, соны, смычковые и щипковые инструменты (эрху, пипа и подобный саньсяню сугуду, цитры цинь и чжэн), а также разнообразные ударные: деревянная рыба, барабаны, тарелки. Дунцзин исполняют в простом двухдольном метре. Оркестр состоит либо из 10, либо из 64 человек, обычно пожилых мужчин. Используется китайская нотация гунчэ.

### Прочее
До 1949 года в окрестностях старого города Лицзяна существовали и другие ритуальные жанры, воспринятые у ханьцев: конфуцианские, даосские и буддийские. Они исчезли после запрета на исполнение религиозной музыки.

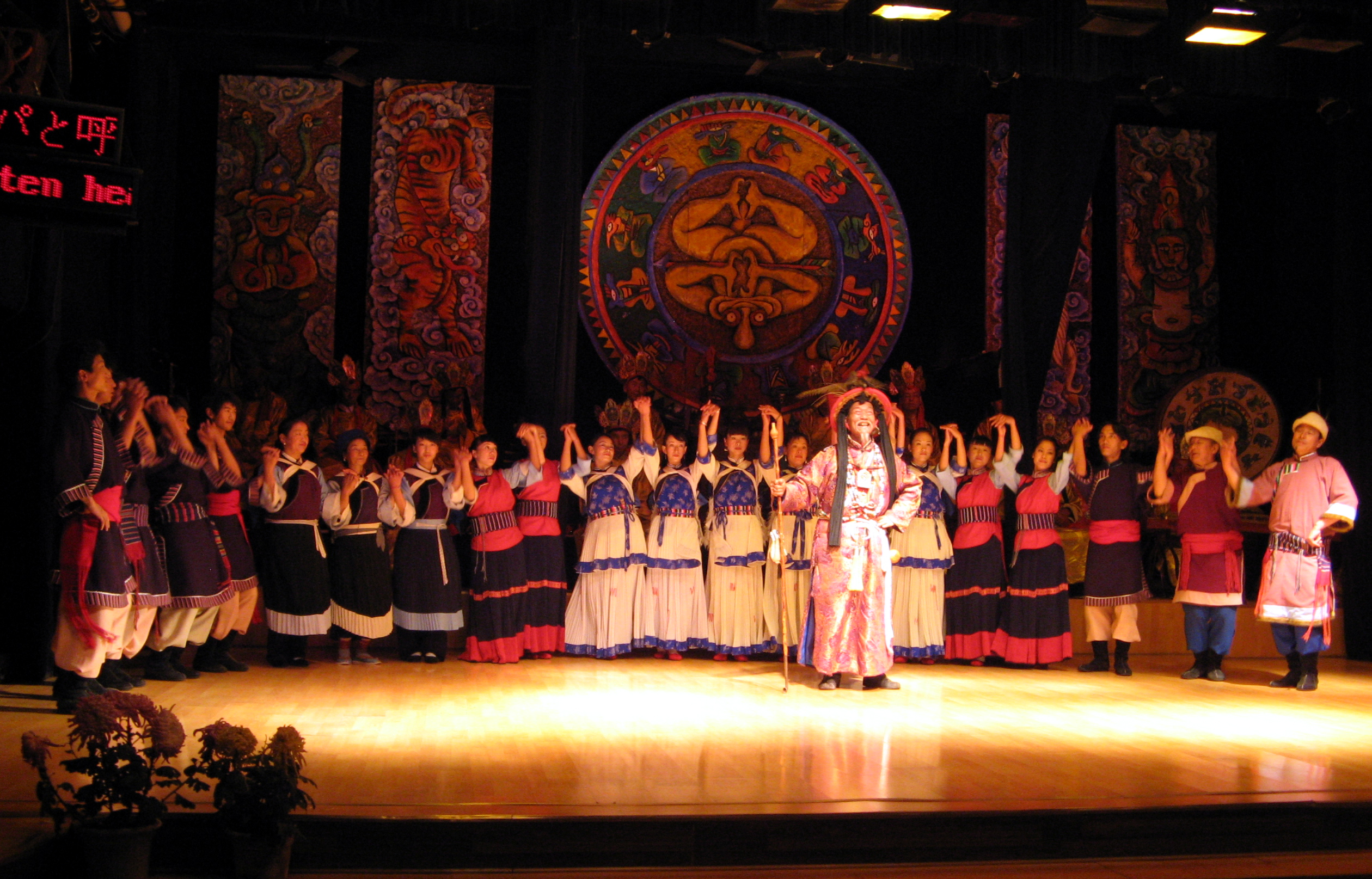
Представление в Лицзянском театре
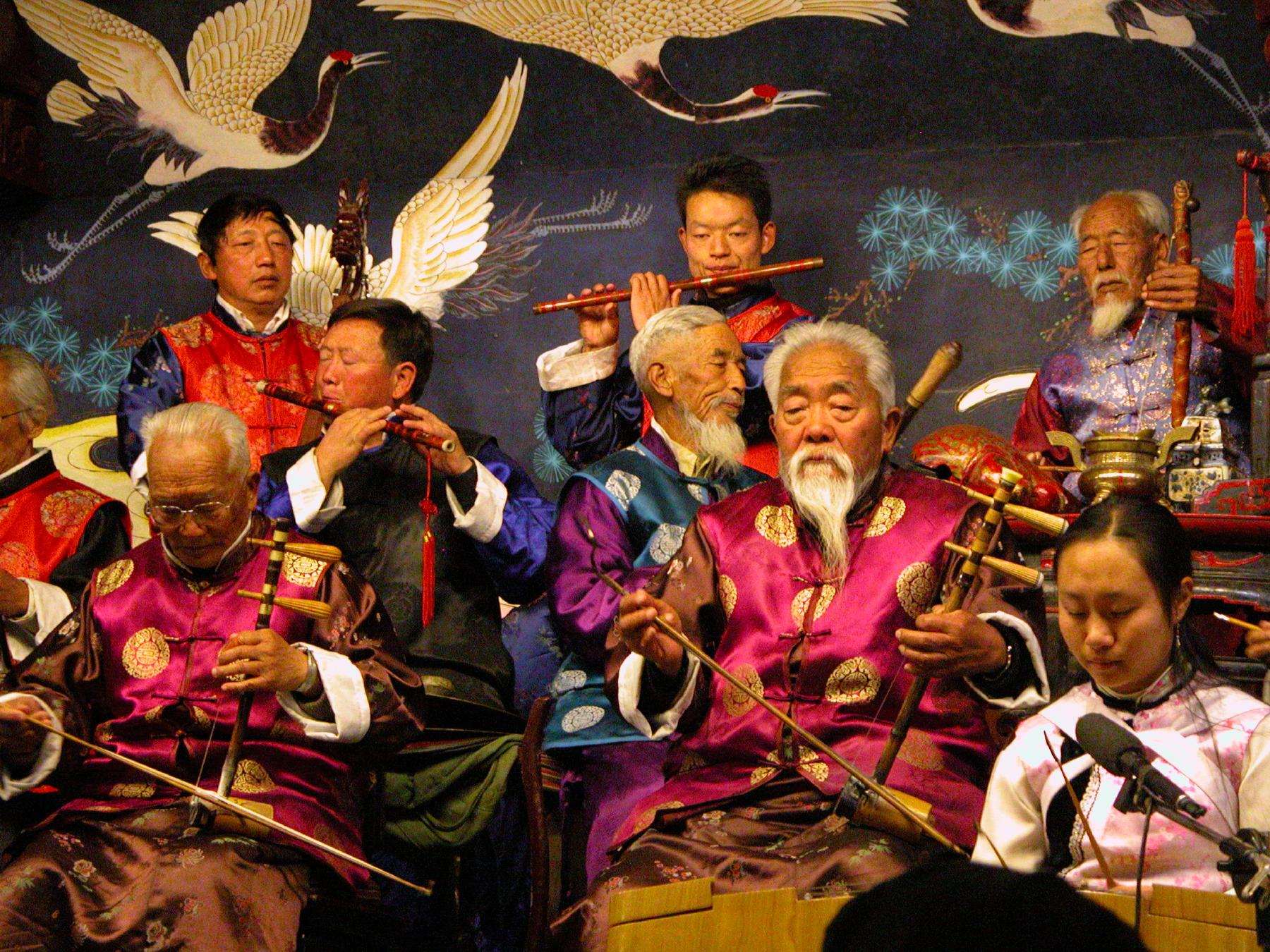
Оркестр дунцзин

## Современность
С начала 1950-х годов в Китае проводили политику создания государственных народных вокальных и танцевальных ансамблей, сочетавших вестернизированную музыку с фольклорными элементами и пропагандистскими текстами. В то же время центральное правительство направило в регион средства для научного изучения местной музыки.
В 1970—1990 годах в Лицзяне появились телевизоры и кассетные магнитофоны, ослабившие интерес к фольклору; с другой стороны, в середине 1980-х годов Лицзян стал популярным туристическим направлением, что положительно сказалось на интересе к музыке дунцзин и другим жанрам. В 1996 году открылось учебное заведение для детей, желающих овладеть музыкой дунцзин.